# 久世弥三吉
久世 弥三吉（くぜ やそきち、1895年（明治28年）3月2日 - 1949年（昭和24年）7月）は、大日本帝国陸軍軍人。最終階級は陸軍少将。

## 経歴
1895年（明治28年）に富山県で生まれた。陸軍士官学校第28期を卒業し、1935年（昭和10年）に陸軍大学校専科第2期を卒業した。1940年（昭和15年）8月1日、陸軍歩兵大佐進級と同時に陸軍予科士官学校教官に着任し、10月1日に留守近衛師団司令部附（東部軍）となり、1941年（昭和16年）8月に第11軍司令部附となり日中戦争に出動した。1943年（昭和18年）2月に歩兵第44連隊長（関東軍・第5軍・第11師団）に就任し、虎林に位置した。1944年（昭和19年）3月18日に留守第7師団参謀長に就任し、4月1日には第77師団参謀長（第5方面軍）に発令された。
1945年（昭和20年）6月10日に陸軍少将に進級し、7月16日に独立混成第107旅団長（第2総軍・第16方面軍）に着任。福江島で米軍の来襲に備えた。